# Traité de Gaillon
Pour les articles homonymes, voir Goulet.
Le traité de Gaillon est la ratification d'un traité négocié à Issoudun en Berry à la fin de l'année 1195 entre les rois de France et d'Angleterre et qui fut signé entre Gaillon et Le Vaudreuil probablement le 14 janvier 1196.

## Contexte
Il s'agit d'une trêve convenue entre Richard Cœur de Lion, roi d'Angleterre et Philippe Auguste, roi de France, le 14 janvier 1196. Le lieu de la rencontre n'est pas précis : « entre Gaillon et Le Vaudreuil » y est-il porté tandis que l'historiographie relate un lieu de rencontre pouvant être Heudebouville, selon Jean Mineray (op. cit.).
Les hostilités auraient été, d'après le chroniqueur Rigord, interrompues à la demande de Richard : « Ayant déposé les armes, il se rendit en toute hâte avec un petit nombre des siens auprès du roi des Francs. Là, en présence de tous, il fit hommage au roi Philippe pour le duché de Normandie et pour les comtés de Poitou et d’Anjou ; ensuite, au même endroit, chacun des deux rois fit serment d’observer la paix. »
Le traité qui comprend des clauses matrimoniales et territoriales s'avère plus favorable à Richard qu'à Philippe Auguste ne parvint à conserver que quelques places les conquêtes qu'il avait effectuées dans le Vexin normand (notamment Vernon, Neaufles, Gisors, Gaillon, Pacy-sur-Eure et Ivry ainsi que la théorique suzeraineté sur l'Auvergne que lui avait reconnue Henri II en 1189, mais doit renoncer à ses conquêtes en Berry (notamment Issoudun et Graçay) et plusieurs autres places. L'aristocratie auvergnate va refuser ce traité et le comte Guy II d'Auvergne entre en guerre contre Philippe Auguste pour préserver son indépendance.
Pratiquement écarté de Normandie, Philippe Auguste, peu satisfait de cet accord rompt la trêve dès le printemps 1196 en s'emparant d'Aumale

## Archivage
L'exemplaire de l'engagement probablement passé le 14 janvier 1196 par Richard Cœur de Lion, dans lequel il énumère les clauses de la paix conclue avec Philippe, a été conservé dans le trésor des Chartes des rois de France et se trouve aujourd'hui aux Archives nationales, sous la cote J/628-2 (également référencé AE/III/1).